# 1. deild 1959
La 1. deild 1959 fu la 48ª edizione della massima serie del campionato di calcio islandese disputata tra il 26 maggio e il 1º settembre 1959 e conclusa con la vittoria del KR, al suo sedicesimo titolo.
Capocannoniere del torneo fu Þórólfur Beck (KR) con 11 reti.

## Formula
Come nella stagione precedente le squadre partecipanti furono sei e si incontrarono in un turno di andata e ritorno per un totale di dieci partite.
L'ultima classificata retrocedette in 2. deild karla.

## Squadre partecipanti
| Club     | Città     | Stadio | Posizione 1958     |
| -------- | --------- | ------ | ------------------ |
| Fram     | Reykjavík |        | 5°                 |
| KR       | Reykjavík |        | 2°                 |
| Valur    | Reykjavík |        | 3°                 |
| ÍA       | Akranes   |        | Campione d'Islanda |
| Þróttur  | Reykjavík |        | 2. deild           |
| Keflavík | Keflavík  |        | 4°                 |

## Classifica finale
|                    | Pos. | Squadra  | Pt | G  | V  | N | P | GF | GS | DR  |
| ------------------ | ---- | -------- | -- | -- | -- | - | - | -- | -- | --- |
| Islanda (bandiera) | 1.   | KR       | 20 | 10 | 10 | 0 | 0 | 41 | 6  | +35 |
|                    | 2.   | ÍA       | 11 | 10 | 5  | 1 | 4 | 30 | 19 | +11 |
|                    | 3.   | Valur    | 11 | 10 | 5  | 1 | 4 | 18 | 25 | -7  |
|                    | 4.   | Fram     | 11 | 10 | 4  | 3 | 3 | 19 | 18 | +1  |
|                    | 5.   | Keflavík | 5  | 10 | 2  | 1 | 7 | 18 | 30 | -12 |
|                    | 6.   | Þróttur  | 2  | 10 | 0  | 2 | 8 | 9  | 37 | -28 |

Legenda:
      Campione di Islanda
      Retrocessa in 2. deild karla
Note:
Due punti a vittoria, uno a pareggio, zero a sconfitta.

### Verdetti
- KR Campione d'Islanda 1959.
- Þróttur retrocesso in 2. deild karla.